# سيف مشتعل

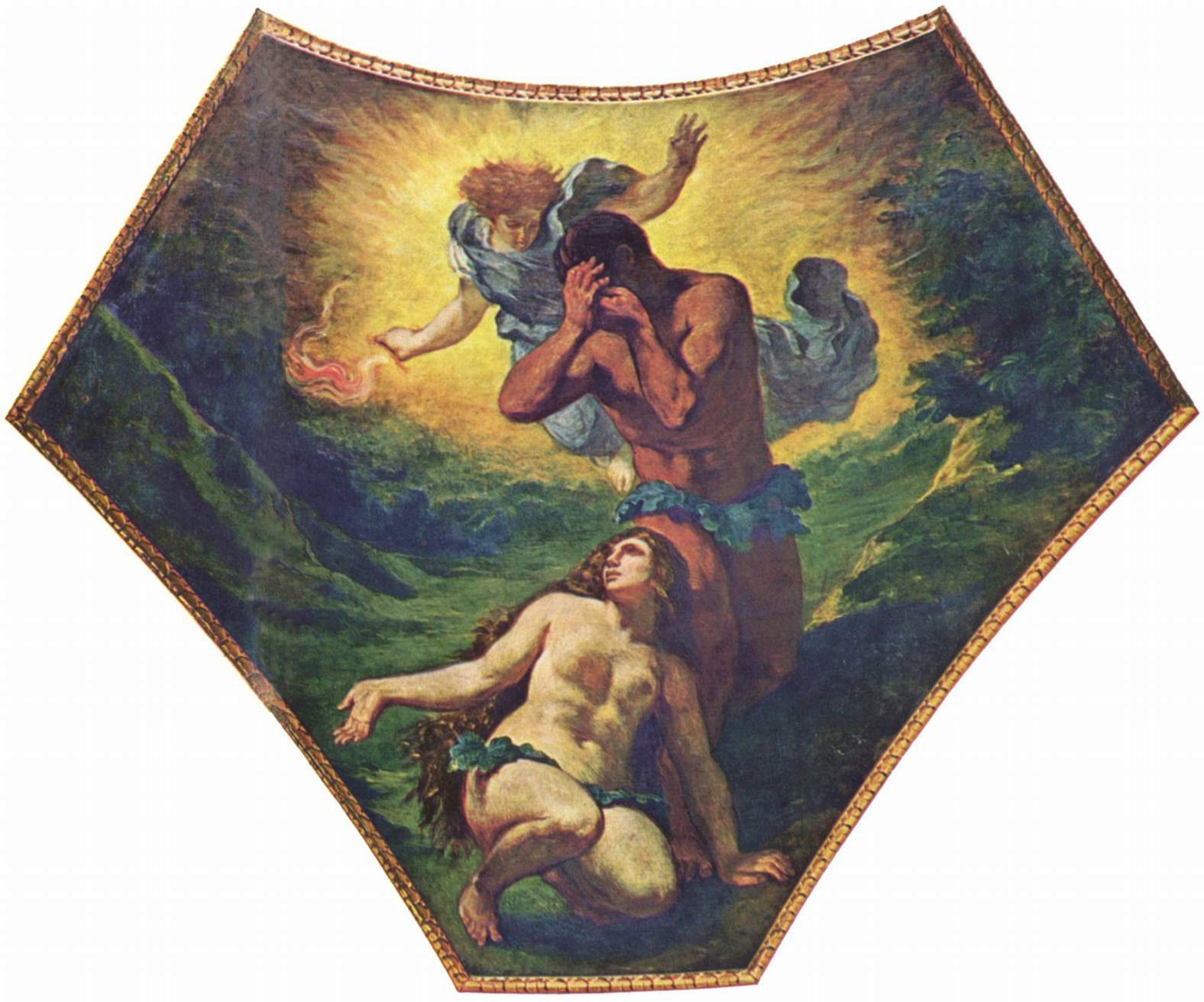

في الأساطير، السيف المشتعل هو سيف يتوهج باللهب من قبل قوة خارقة. توجد السيوف المشتعلة في الأساطير والخرافات منذ آلاف السنين.
في الأساطير السومرية، الإله المعروف باسم آسارولودو Asaruludu هو «لاعب السيف مشتعل» الذي «يضمن السلامة الأكثر مثالية».